# Ceratosaurus
Ceratosaurus ("Behornad ödla") är ett släkte med dinosaurier från juraperioden. Ceratosaurus var theropoder som påminner om Allosaurus och Tyrannosaurus, men som är betydligt mindre. Ceratosaurus skiljer sig främst från andra stora köttätande dinosaurier genom att de har ett horn på nosen, och dessutom ett par välutvecklade horn framför ögonhålorna. Fossil efter Ceratosaurus hittades först i Nordamerika år 1883, och man har även funnit fragment av fossil i Tanzania, Afrika som kan tillhöra detta släkte. Det har även återfunnits ett lårben och skenben i Camadas de Alcobaça i Portugal, som kan härröra från Ceratosaurus. Man har även hittat tänder i Sydamerika som liknar de hos andra Ceratosaurus. Ceratosaurus tros ha levt under Yngre Juraperioden för ungefär 150 miljoner år sedan. Fram till idag har fossil efter Ceratosaurus hittats i Morrison Formation, som sträcker sig över Colorado och Utah, och lämningar har också hittats i Wyoming. I Morrison Formation har man också hittat fossil av andra stora theropoder som tros ha varit samtida: Allosaurus, Torvosaurus och Marshosaurus. Ceratosaurus är relativt ovanlig i dessa lager, vilket kan ha berott på konkurrens med Allosaurus.

## Beskrivning

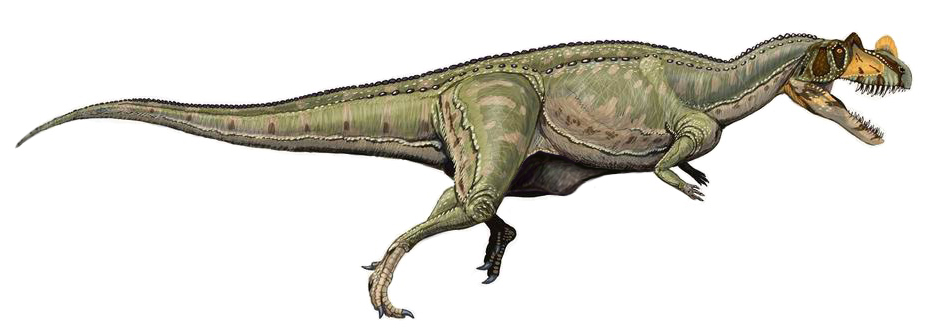
Rekonstruktion av Ceratosaurus nasicornis.

Ceratosaurus mest typiska drag är hornen på huvudet. Två horn sitter precis framför ögonhålorna, och det tredje hornet sitter på nosryggen. 
Liksom andra theropoder var Ceratosaurus utpräglad att endast gå på bakbenen. Den balanserade kroppen och sin stora skalle med den långa svansen. Käkarna var stora, och fyllda med långa, vassa tänder. Dess framben var små i förhållande till kroppstorleken, men ändå ganska robusta. Händerna hade fyra fingrar var, till skillnad från Allosaurus, som hade endast tre. Ceratosaurus mätte ungefär 6-7 meter lång från nos till svans, och tros ha vägt omkring 1 ton.

## I populärkulturen
Ceratosaurus har skildrats i filmer och annan media. I filmen Unknown Island (1948) angrips huvudpersonerna av en flock med Ceratosurus, som de driver tillbaka med skjutvapen. Ceratosaurus skildras också i Giganternas kamp (1966), där den slåss med en Triceratops; i verkligheten tror man att Triceratops levde långt efter att Ceratosaurus dött ut. Ceratosaurus skildras också då den slåss mot en Triceratops i Det Djävulska Landet (1975) och den har en liten roll i Jurassic Park III (2001).
Ceratosaurus har också skildrats i dokumentärer. I The Animal World (1956) visas en scen med Ceratosaurus som angriper och dödar en Stegosaurus. I PBS program The Dinosaurs: The Nature of The Beast förekommer en animerad sekvens med en Stegosaurus som angrips av en Ceratosaurus som den emellertid driver tillbaka med sina svanstaggar. En liknande scen gjordes till Discovery Channels program When Dinosaurs Roamed America (2001). Ceratosaurus skildras då också när den jagar en grupp Dryosaurus, och senare själv blir föda för en större Allosaurus.